# Saint-Sornin-la-Marche
Saint-Sornin-la-Marche är en kommun i departementet Haute-Vienne i regionen Nouvelle-Aquitaine i västra Frankrike. Kommunen ligger i kantonen Le Dorat som tillhör arrondissementet Bellac. År 2022 hade Saint-Sornin-la-Marche 224 invånare.

## Befolkningsutveckling
Antalet invånare i kommunen Saint-Sornin-la-Marche
| Referens: INSEE |